# Nick Ongenda
Nick Ongenda (Mississauga, 29 settembre 2000) è un cestista canadese.